# Occupation
Pour les articles homonymes, voir Occupation (homonymie).
L'occupation est une situation dans laquelle se trouve un État, au cours ou à l'issue d'un conflit, envahi et placé sous domination militaire étrangère sans pour autant être annexé.
En droit international, le droit des conflits armés prévoit un certain nombre de règles qui s'appliquent lorsqu'une armée déploie son activité en dehors du territoire de son État après l'ouverture des hostilités. L'occupation militaire recouvre en même temps différentes éventualités, et il n'est pas toujours aisé de savoir si telle ou telle situation tombe sous le coup de cette définition juridique.

## Définitions
L’occupation et l'annexion sont deux situations différentes, qui ont des définitions différentes en droit international public :
- l'annexion : selon la définition donnée par l'ancien président de la Cour internationale de justice[1], l'annexion est « une opération effectuée ou non en vertu d’un traité, par laquelle la totalité ou une partie d'un territoire d'un État passe sous la souveraineté d’un autre État ». Ce fut le cas, par exemple, des hauteurs du plateau du Golan, territoires annexés par Israël sur la Syrie à la suite de la loi du plateau du Golan votée par la Knesset le 14 décembre 1981, même si celle-ci a été déclarée « nulle » aussi bien par le Conseil de sécurité que par l'Assemblée générale des Nations unies ;
- l’occupation militaire : selon le règlement de la convention de la Haye de 1907, « un territoire est considéré comme occupé lorsqu'il se trouve placé de fait sous l'autorité de l’armée ennemie ». Dans son dictionnaire déjà cité, le professeur Basdevant précise que l'occupation est un « terme employé pour désigner la présence de forces militaires d'un État sur le territoire d'un autre État, sans que ce territoire cesse de faire partie de celui-ci ».

## Liste chronologique

### Occupations de la France à la fin du Premier Empire

Régions françaises occupées par les coalisés entre juin et novembre 1815.
Zone d'occupation par la Grande-Bretagne
Zone d'occupation par la Prusse
Zone d'occupation par la Russie
Zone d'occupation par le Bade et la Saxe
Zone d'occupation par la Bavière
Zone d'occupation par la Hesse et le Wurtemberg
Zone d'occupation par la Suisse
Zone d'occupation par la Sardaigne
Zone d'occupation par l'Autriche

### Occupation de l'Allemagne après la Première Guerre mondiale

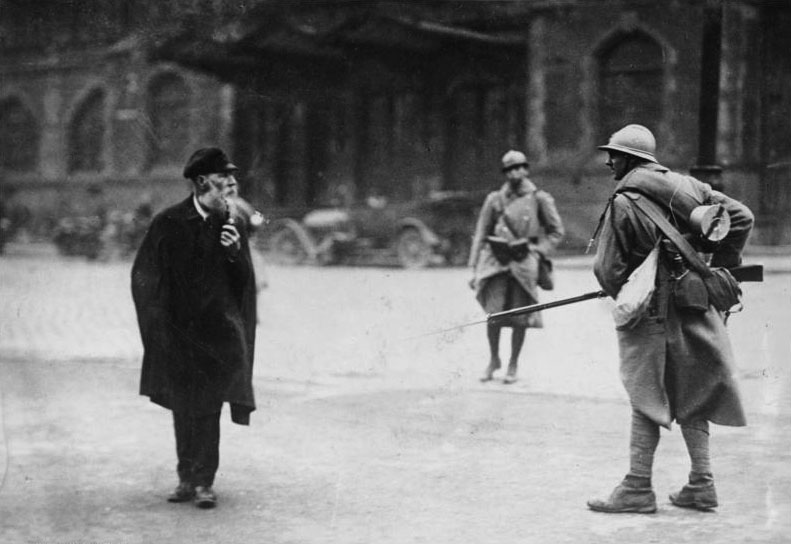
Occupation de la Ruhr, pendant les années 1920 (photo allemande)

L’Allemagne a été occupée après la Première Guerre mondiale. Il s’agissait pour les puissances occupantes, France et Belgique, de s’assurer le paiement des réparations prévues par le traité de Versailles. Les régions occupées sont les centres industriels de l’ouest de l’Allemagne : Sarre et surtout Ruhr.

### Occupations par les pays de l'Axe durant la Seconde Guerre mondiale

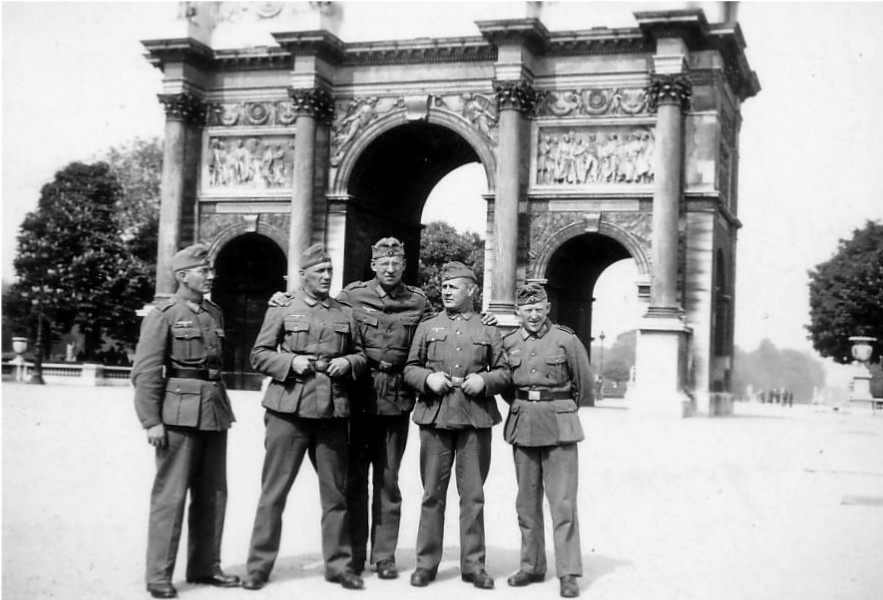
Après 1940, la capitale française devient une destination touristique pour les troupes du Reich allemand. L'âpreté des combats sur le front de l'Est contribuera d'autant à cet attrait.

#### Occupations (exclusivement ou principalement) par l'Allemagne

##### France
La France a été occupée par l'Allemagne pendant la Seconde Guerre mondiale, d'abord dans la « zone Nord » — dite « zone occupée » — puis après le débarquement allié en Afrique du Nord, en novembre 1942, dans toute la France. Cette période s'achève par la Libération.
Il y a également eu une zone d'occupation italienne en France, limitée à quelques territoires frontaliers en 1940 puis étendue de novembre 1942 à septembre 1943 au sud-est de la France environ jusqu'au Rhône.

### Occupations après la Seconde Guerre mondiale

#### Allemagne
L’Allemagne a été occupée après la Seconde Guerre mondiale, de 1945 à 1949, les quatre puissances victorieuses voulant assurer la dénazification de l’Allemagne. Après la défaite allemande lors de la Seconde Guerre mondiale, le territoire allemand fut divisé en quatre secteurs d'occupation, contrôlés par les quatre principales forces alliées (américaine, britannique, française et soviétique). La capitale, Berlin, fut également divisée. Cette division aboutit en 1949 à la séparation de l'Allemagne en deux États, la République fédérale d'Allemagne (anciens secteurs américain, britannique et français) et la République démocratique allemande (ancienne zone soviétique), jusqu'à leur unification en 1990.

#### Japon
De 1945 jusqu'à 1952 (traité de San Francisco), le Japon, également un des vaincus de la Seconde Guerre mondiale, a été occupé par les États-Unis.

### Occupations actuelles
L'occupation a souvent pour prétexte de garantir la paix ou la sécurité :

#### Occupation israélienne de territoires revendiqués par les Palestiniens
On parle souvent des « Territoires occupés » pour définir les zones dont Israël a pris le contrôle à la suite de la guerre des Six Jours de 1967.
En juin 1967, Israël occupait militairement un certain nombre de territoires arabes conquis sur la Transjordanie, la Syrie et l'Égypte. Au regard des principes du droit international, l'utilisation de la guerre pour s'emparer de territoires fut condamnée par les résolutions 242 (1967) et 338 (1973) du Conseil de sécurité des Nations unies qui déclarent l'« inadmissibilité de l'acquisition de territoires par la guerre ». Ce principe fut expressément réitéré, avec des variantes de pure forme, à propos du statut de Jérusalem, par la résolution 252 (1968) du 21 mai 1968 qui réaffirme que « l'acquisition de territoires par la conquête militaire est inadmissible ».
Toutefois, aucune souveraineté antérieure à 1967 n'a été officiellement reconnue sur ces territoires, les États arabes qui occupaient ces régions ayant insisté en 1949 pour que la ligne d'armistice ne constitue « pas une frontière reconnue internationalement mais seulement une ligne séparant deux armées ».

##### Territoires «occupés» ou «disputés»?
Les diplomates évoquent plutôt des « territoires disputés » dans plusieurs autres conflits territoriaux.
Par exemple, on ne parle pas d'occupation pour le Cachemire, revendiqué par l'Inde et le Pakistan, ni pour la région du Haut-Karabagh, revendiquée par l'Azerbaïdjan et l'Arménie. Les incursions militaires marocaines au Sahara occidental, qui n'est pas sous souveraineté marocaine d'après les déclarations de la Cour de Justice Internationale en 1975, ne sont pas non plus qualifiées d'occupation.
D'autres exemples existent ou ont existé jusqu'à récemment dans le monde arabe : Zubarah, île décrite à l'époque par la Cour internationale de justice comme un « territoire disputé » entre Bahreïn et le Qatar avant la résolution du litige ; ou encore le cas de Abu Musâ dans le golfe persique. La présence turque dans le Nord de Chypre depuis 1974 n'est pas non plus décrite officiellement comme de l'occupation.
Le ministère japonais des Affaires étrangères ne parle pas non plus d'« occupation russe aux Îles Kouriles » mais plutôt de « problème des Territoires du Nord ».

## Liste par pays
- Liste des occupations de la France par l'Allemagne